# Historia del estado de Morelos

Escudo de armas del estado de Morelos

El estado de Morelos fue creado por decreto presidencial el 17 de abril de 1869 formando parte anteriormente del estado de México. El territorio que comprende el actual estado de Morelos fue habitado en la antigüedad por la cultura olmeca y fue influenciado por las culturas maya, teotihuacana y mixteco-zapoteca. Después de la conquista, los grupos indígenas de la región se dividieron en dos cacicazgos, el de Cuernavaca y el de Oaxtepec. Durante la guerra de independencia, el estado fue testigo de uno de los hechos más memorables de la guerra en 1812 llamado el sitio de Cuautla en que José María Morelos logró vencer el cerco impuesto por el ejército realista durante 390 días.

## Época prehispánica

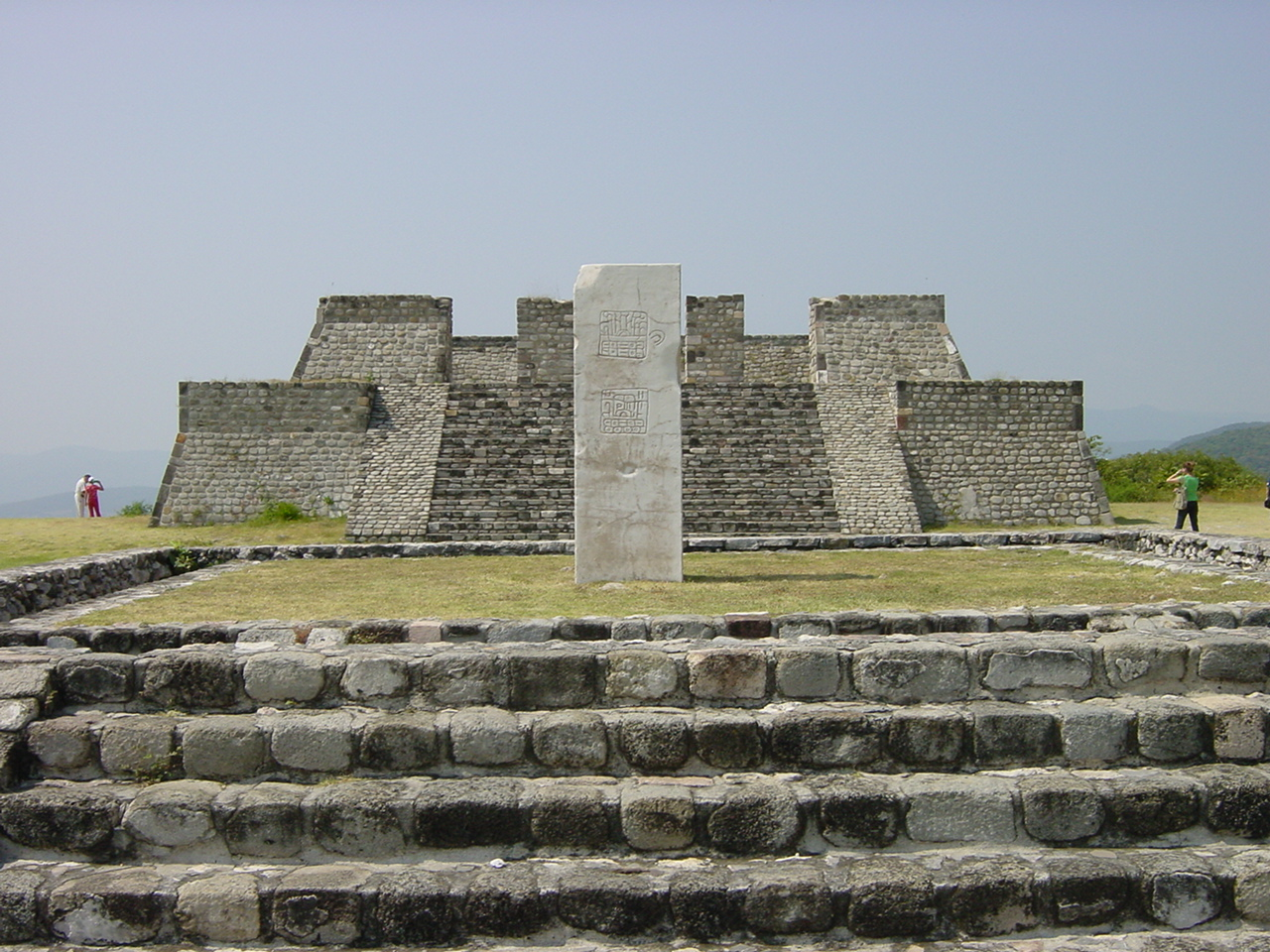
La ciudad prehispánica de Xochicalco vivió su esplendor entre el 650 y el 900 d. C.

Del año 200 d. C. a 500 d. C. La cultura olmeca habitó el territorio hoy conocido como estado de Morelos. La gran influencia de esta cultura se dejó sentir en todo Mesoamérica.
Después de la decadencia de Teotihuacán cobró importancia la ciudad fortificada de Xochicalco, especialmente durante su apogeo del año 700 al 900 d. C. y se le considera como el centro más importante del periodo clásico tardío del altiplano central de México por su elevado desarrollo cultural. Lamentablemente, no se conoce que etnia o cultura levantó y pobló este lugar ya que la ciudad fue incendiada, destruida y abandonada alrededor del año 900. Se sabe del nombre de "Xochicalco" ya que este fue el nombre que los mexicas dieron a este lugar tal y como sucedió con Teotihuacán.
En el siglo XIII, los xochimilcas fundaron Tepoztlán, Tetela del Volcán, Hueyacapan y Xumiltepec. En el norte los tlahuicas fundaron Cuauhnahuac, actual Cuernavaca. Sin embargo con el florecimiento del imperio mexica, estos comenzaron a extender su dominio y el territorio comprendido por estas tribus fue sometido a tributación del gran imperio controlado por Tenochtitlán.
La conquista del territorio que comprende Morelos por parte de los conquistadores al mando de Hernán Cortés era parte de la estrategia para conseguir el fin último, la caída de la Gran Tenochtitlán. Y tal como fue previsto, después de algunas cruentas luchas y otras pacíficas entregas, el territorio cayó en manos españolas y sirvió de corredor hacia la capital del imperio mexica en 1521.

## Conquista y época colonial

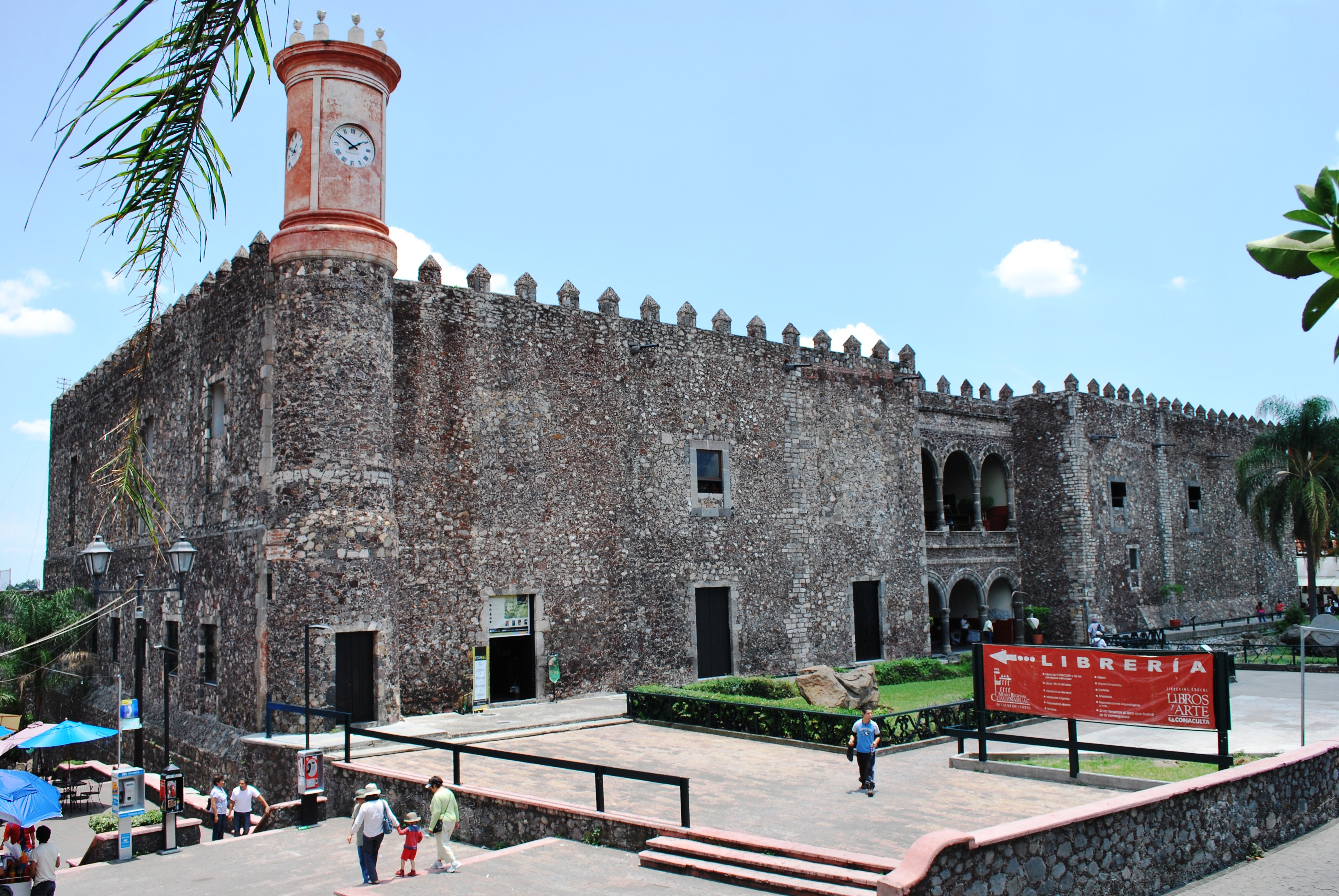
Palacio de Cortés en Cuernavaca

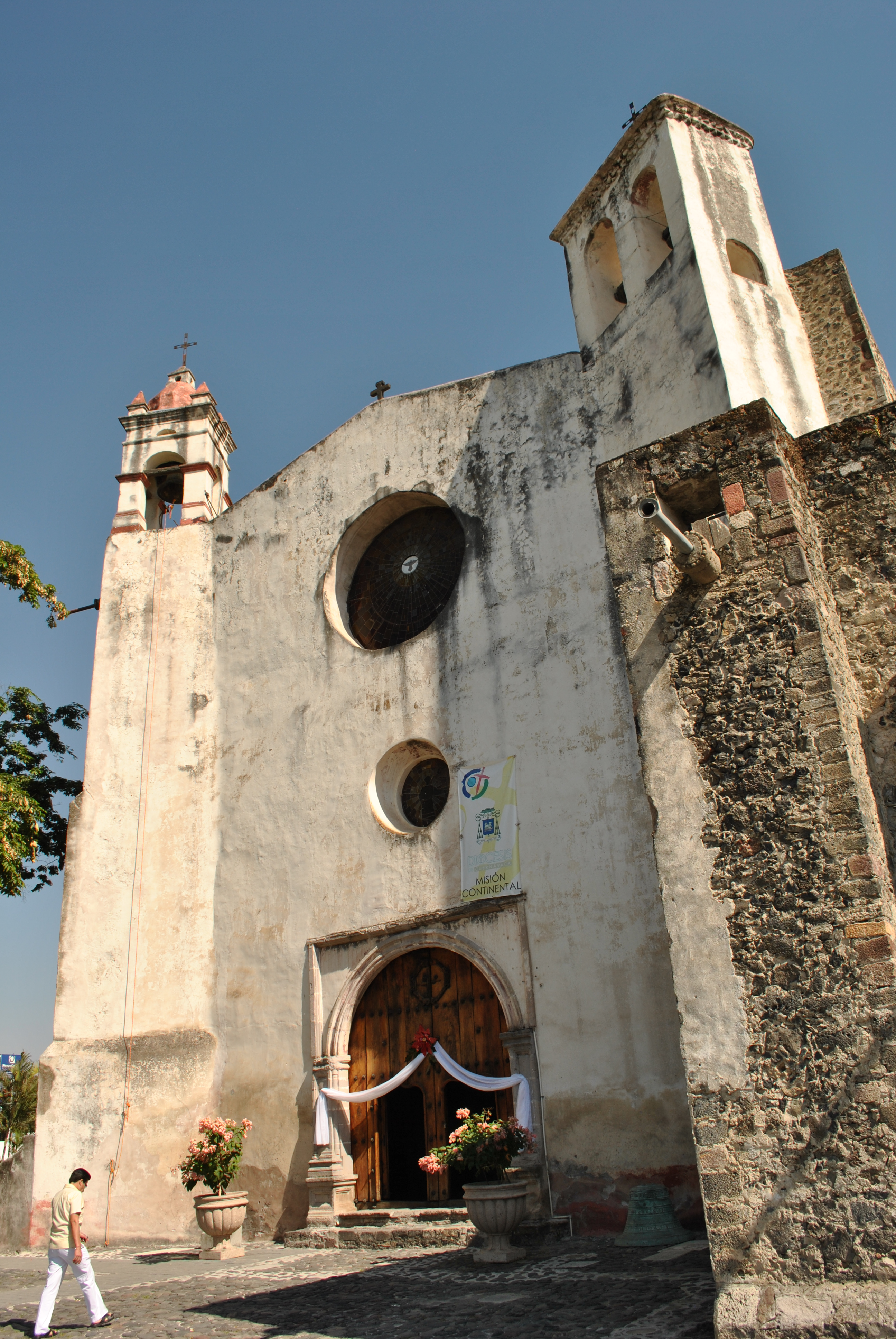
El exconvento de Oaxtepec fue el primero construido por los dominicos en México entre 1535 y 1540

A la llegada de los españoles los grupos indígenas de la región se dividían en dos cacicazgos: El de Cuernavaca y el de Oaxtepec.
Para formalizar el sitio de Tenochtitlán era necesario no contar con enemigos, por tanto el conquistador mandó una expedición para tomar el pueblo de Ocuituco; más tarde Gonzalo de Sandoval fue enviado y pasó a Yecapixtla. En 1521, un año después, Cortés exploró las tierras sometidas por Sandoval, entonces se dirigió a Tlalmanalco, Oaxtepec y Acapatringo. Ese mismo año tomo Cuauhnáhuac y con esto sometió por completo a los Tlahuicas.

En 1531 durante la época de la encomienda, Hernán Cortés mandó construir en Cuernavaca sobre los restos de un antiguo centro ceremonial un palacio para servir de sede del Marquesado del Valle de Oaxaca que había recibido en encomienda. La obra se terminó en su etapa principal en 1535 y es una de las edificaciones civiles más antiguas que existen en México, actualmente funciona como museo regional de antropología.

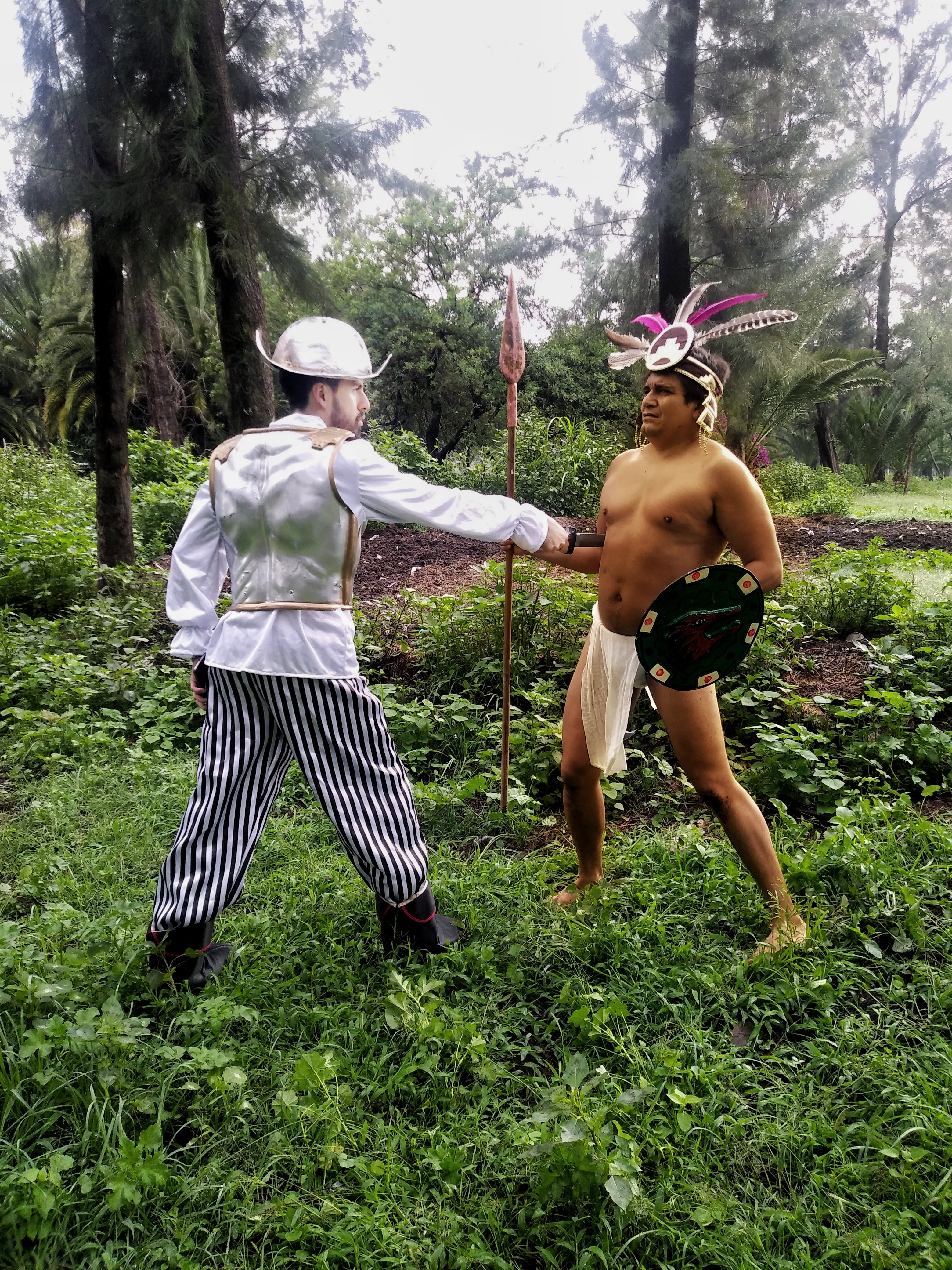
Recreación de una batalla entre un indígena y un conquistador.

### Conquista espiritual
En 1528 arribaron los primeros frailes dominicos a los territorios que actualmente pertenecen al estado de Morelos, estos deciden construir en Oaxtepec un convento dedicado al fundador de su orden, Santo Domingo de Guzmán, como el primer eslabón de una cadena de fundaciones de conventos que se extendería hasta la región de la Mixteca encima de las ruinas de un antiguo templo al dios Omehtecutli. Este convento fue declarado patrimonio de la humanidad en 1995 por la Unesco en conjunto con otros conventos que fueron establecidos en las faldas del volcán Popocatépetl en el siglo XVI y que sirvieron como modelo de otros conjuntos conventuales e iglesias en los siglos posteriores.

## Guerra de independencia

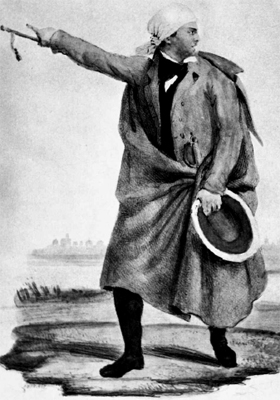
El caudillo José María Morelos libró en el estado que hoy lleva su nombre una de las batallas más importantes de la guerra de independencia: el Sitio de Cuautla

El movimiento iniciado por Miguel Hidalgo y Costilla el 16 de septiembre de 1810 en Guanajuato sería visto con buenos ojos por gran parte de los habitantes del estado de Morelos que en ese entonces eran principalmente mestizos. En 1811 aparecieron los primeros brotes de rebelión en donde surge como caudillo Francisco Ayala inicialmente en su pueblo de Mapastlán (hoy ciudad Ayala). Ayala escribió un documento histórico conocido como las Cartas de sentimiento de la nación mexicana en las cuales animaba a unirse a la lucha que en ese entonces ya representaba el cura José María Morelos.

### Sitio de Cuautla
Por aquel entonces, las tropas realistas decididas a derrotar a Morelos al frente de Félix María Calleja, arrinconaron a los insurgentes hasta obligarlos en febrero de 1812 a fortificarse en Cuautla donde Morelos llegó el 7 de febrero de 1812 con cerca de 4 mil hombres. El 19 de febrero Calleja atacó Cuautla iniciando con ello el sitio de Cuautla que después de meses de intensa lucha en las calles mismas de Cuautla terminaría Morelos rompiendo el sitio el 2 de mayo de 1812 saliendo ilesos del sitio y quedando Cuautla en manos de los realistas. Este hecho fue una de las batallas más importantes de toda la guerra de independencia por sus consecuencias.
Tres años después, el generalísimo José María Morelos y Pavón estuvo preso por 3 días en el Palacio de Cortés en Cuernavaca el 7, 8 y 9 de noviembre de 1815 después de haber sido capturado y antes de ser llevado a la Ciudad de México para su juicio y ejecución. Al término de la guerra, el libertador Agustín de Iturbide también hizo escalas en Cuernavaca para su reunión con Vicente Guerrero antes y después de este histórico suceso que marcaría el fin de la guerra de independencia.

## Creación del estado de Morelos
Durante la intervención francesa y el fugaz imperio de Maximiliano I, el presidente Benito Juárez se vio obligado a trasladar la capital del país a diferentes regiones. Dividió -por decreto de 7 de junio de 1862- el territorio original del Estado de México en tres distritos militares: el actual Estado de México y los territorios que ahora comprenden los estados de Hidalgo y Morelos. Durante cinco años cada uno de ellos tuvo vida autónoma, gobernador militar, tribunal y jueces designados por las mismas autoridades militares. Una vez restablecida la república en 1867, se hicieron al presidente de México y al Consejo Federal considerable número de solicitudes para que el distrito de Morelos conservara su autonomía en la cual se incluyeron también los distritos de Tlalpan y Chalco pero al final los habitantes de estos distritos optaron por permanecer en el valle de México.
Al interior del estado también existía oposición para crear el estado como fue el caso de los hacendados quienes preferían tener un prefecto a quien pudieran controlar más fácilmente y no a un gobernador en busca de poder político. Por ello, la propuesta de creación del estado contaría principalmente con el apoyo del sector militar y de los burócratas liberales. Después de una extenuante lucha en las Cámaras de Diputados (tanto la federal como la del Estado de México), nació el Estado de Morelos, como una nueva entidad de la federación mexicana. El decreto de fundación de 17 de abril de 1869, dado en Palacio Nacional por Benito Juárez, estableció la creación del Estado Libre y Soberano de Morelos, con la porción de territorio del antiguo Estado de México constituida por los distritos de Cuernavaca, Cuautla, Jonacatepec, Tetecala y Yautepec, que habían formado el tercer distrito militar. El primer gobernador del estado fue el general Francisco Leyva.
A las primeras elecciones en 1869 para gobernador se presentó Porfirio Díaz pero Leyva ganó la elección, también en 1872 hubo una sublevación en Jonacatepec en contra de Juárez y a favor de Díaz por lo que el gobernador Leyva reprimió brutalmente este brote de rebelión lo que le ganó la enemistad de Porfirio Díaz y en 1875 se vio obligado a renunciar ante la inminente llegada del porfiriato.
Uno de los gobernadores más importantes durante el porfiriato fue el sanguinario Manuel Alarcón quien había sido jefe de los rurales y que había perseguido, torturado y asesinado a varios delincuentes sin mucha averiguación, por este motivo, durante su mandato continuó tratando de pacificar al estado azotado por las gavillas de bandoleros que existían en ese momento con el beneplácito del presidente Porfirio Díaz. A fines de 1880 y principios de 1890 nadie dudaba que Alarcón era el político más fuerte del estado hasta que ascendió al cargo de gobernador en 1894. También durante su gobierno Alarcón contó con el apoyo de los hacendados a quienes favoreció convirtiéndose él mismo en hacendado reproduciendo los mismos vicios de ese entonces en contra de la población, lo que sería una de las causas de la revolución mexicana.
En este tenor como gesto de simpatía hacia el joven estado mexicano, el 23 de junio de 1891 el papa León XIII se sirvió crear la Diócesis de Cuernavaca ocupando todo el territorio del estado de Morelos y designando como primer obispo de la diócesis al prelado Fortino Hipólito Vera y Talonia.

## Revolución Mexicana

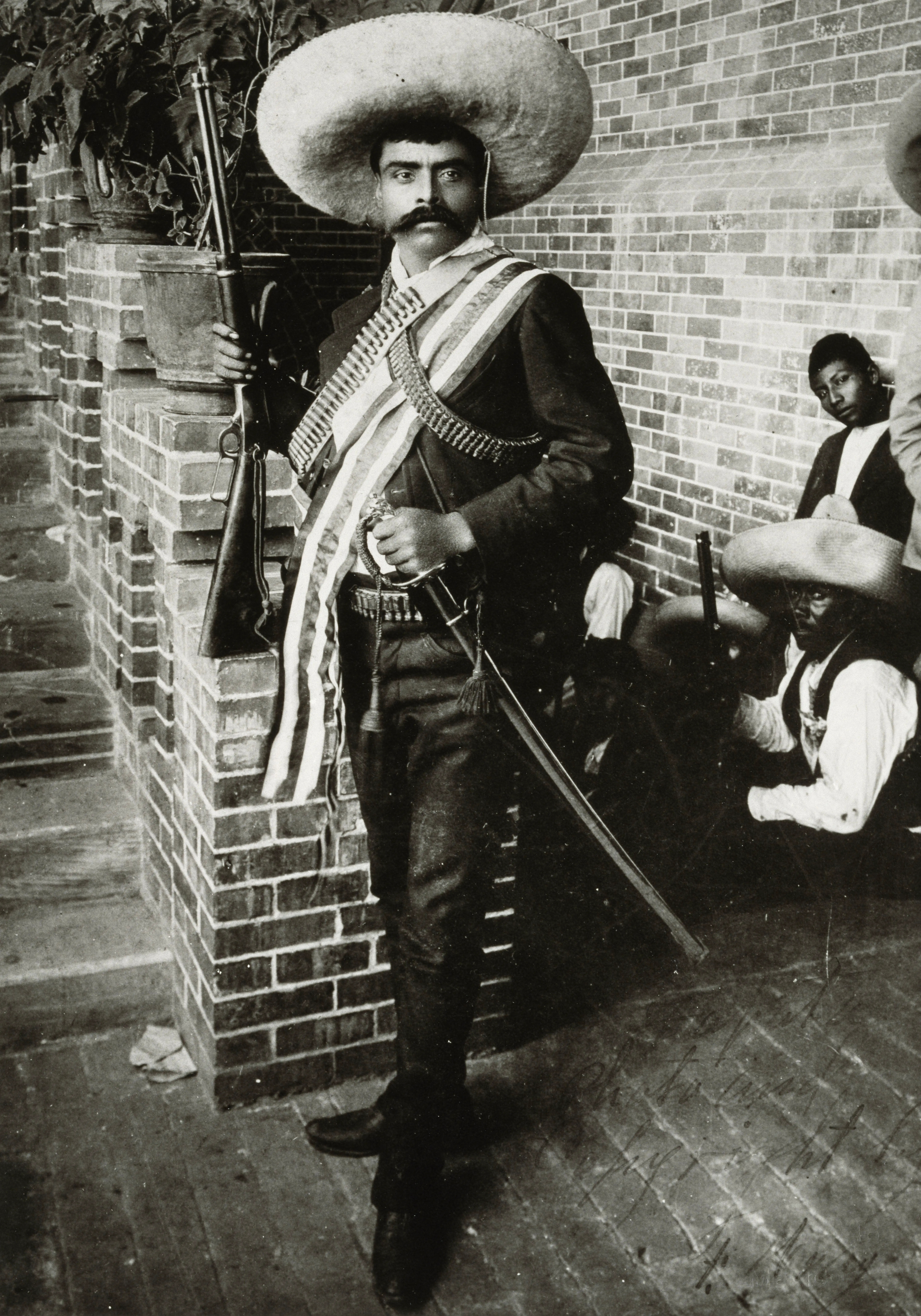
El General Emiliano Zapata nació en 1879 en el poblado de Anenecuilco

El 20 de noviembre de 1910 se considera la fecha de inicio de la revolución mexicana por ser la fecha propuesta en el Plan de San Luis por don Francisco I. Madero para iniciar la lucha armada en todo el país para derrocar al dictador Porfirio Díaz. Los hechos armados sucedieron principalmente en el norte del país mientras que en Morelos los levantamientos se dieron posteriormente a esta fecha, principalmente por Emiliano Zapata quien se convirtió de facto en aliado de Madero. El inicio posterior de la revolución en Morelos se debe a que aquí no se encontraban bien organizados con el pueblo para el levantamiento en armas. En Morelos existieron cuatro caudillos importantes que fueron Pablo Torres Burgos, Otilio Montaño, Rafael Merino y el propio Zapata que se unieron posteriormente a la causa revolucionaria.
Después de 10 años consecutivos de lucha contra todos los gobiernos mexicanos, el general Emiliano Zapata fue obligado a replegarse y a controlar solo una pequeña zona después de haber tenido influencia en gran parte del sur del país. La apremiante necesidad de apoyo para continuar con la lucha revolucionaria lo llevó a aceptar una propuesta de un militar que anteriormente había luchado contra él, Jesús Guajardo, quien engañó y traicionó a Zapata y lo asesinó a sangre fría junto con su tropa en la Hacienda de Chinameca en este estado de Morelos el 10 de abril de 1919.

## Época contemporánea
En 1998, el gobernador Jorge Carrillo Olea fue destituido de su cargo tras una resolución de la Suprema Corte de Justicia en la que se le inhabilitó por 14 años para ocupar cargos públicos, al resultar responsable de los delitos de incumplimiento de funciones públicas y por omisión en el ataque a grupos de delincuencia organizada ya que en este periodo, los problemas de inseguridad y narcotráfico se convirtieron en un grave problema para el estado. El 15 de mayo de 1998, quien había sido gobernador desde 1994 presentó su solicitud de licencia al cargo, ante la posibilidad de un juicio político.
El 1 de octubre de 2000 Sergio Estrada Cajigal se convirtió en el primer gobernador del estado de Morelos surgido de un partido de oposición habiendo sido anteriormente alcalde de Cuernavaca. Su gobierno siempre se vio lamentablemente rodeado de la crítica y el escándalo por diversos motivos.
En 2012 asumió Graco Ramírez como el primer gobernador de Morelos surgido de las filas del Partido de la Revolución Democrática tras 70 años de gobiernos del Partido Revolucionario Institucional y 12 años de gobierno del Partido Acción Nacional, su gobierno se encuentra inmerso en una crisis de inseguridad que afecta a todo el estado y sobre todo en la ciudad capital.
En 2015 la ciudad de Cuernavaca fue noticia nacional al haber ganado la elección municipal el exfutbolista Cuauhtémoc Blanco el 7 de junio siendo polémico ya que el exintegrante del Club América no cuenta con experiencia política. Asumió su cargo a partir del 30 de diciembre.